# كزرتة

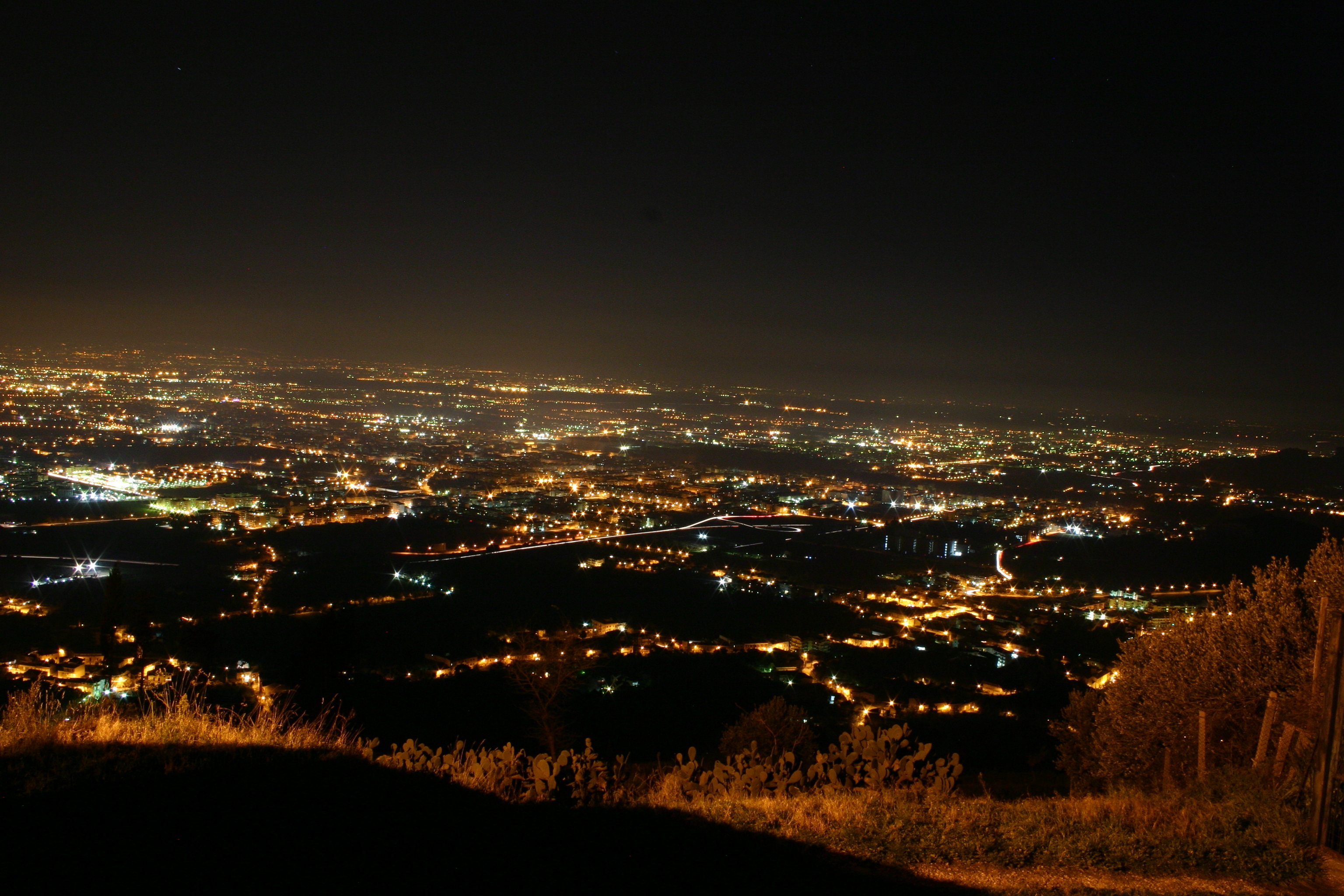
كَزِرتة ليلا

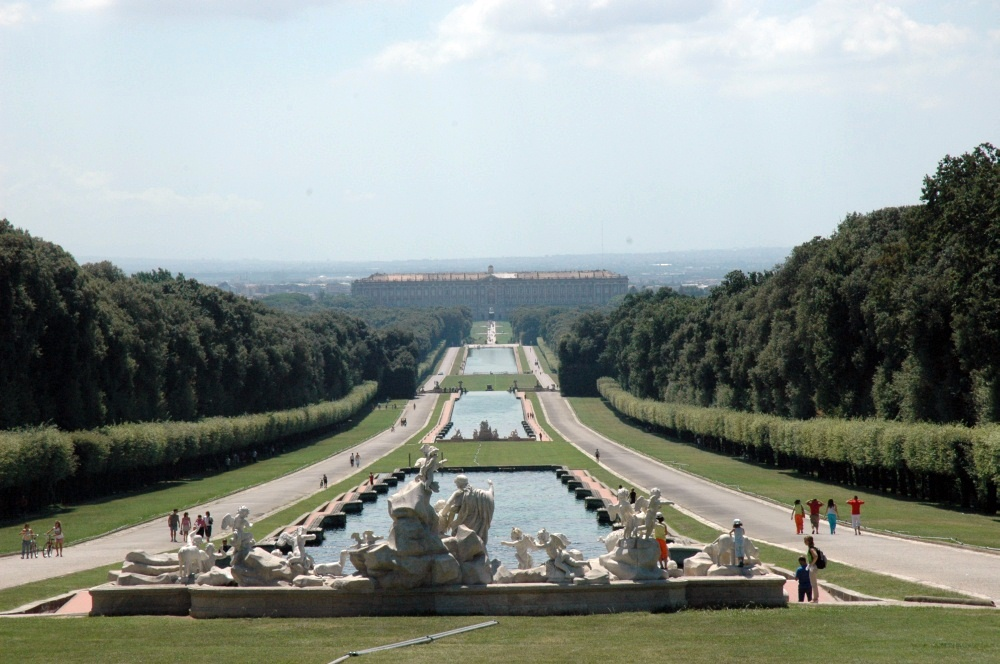
قصر كَزِرتة

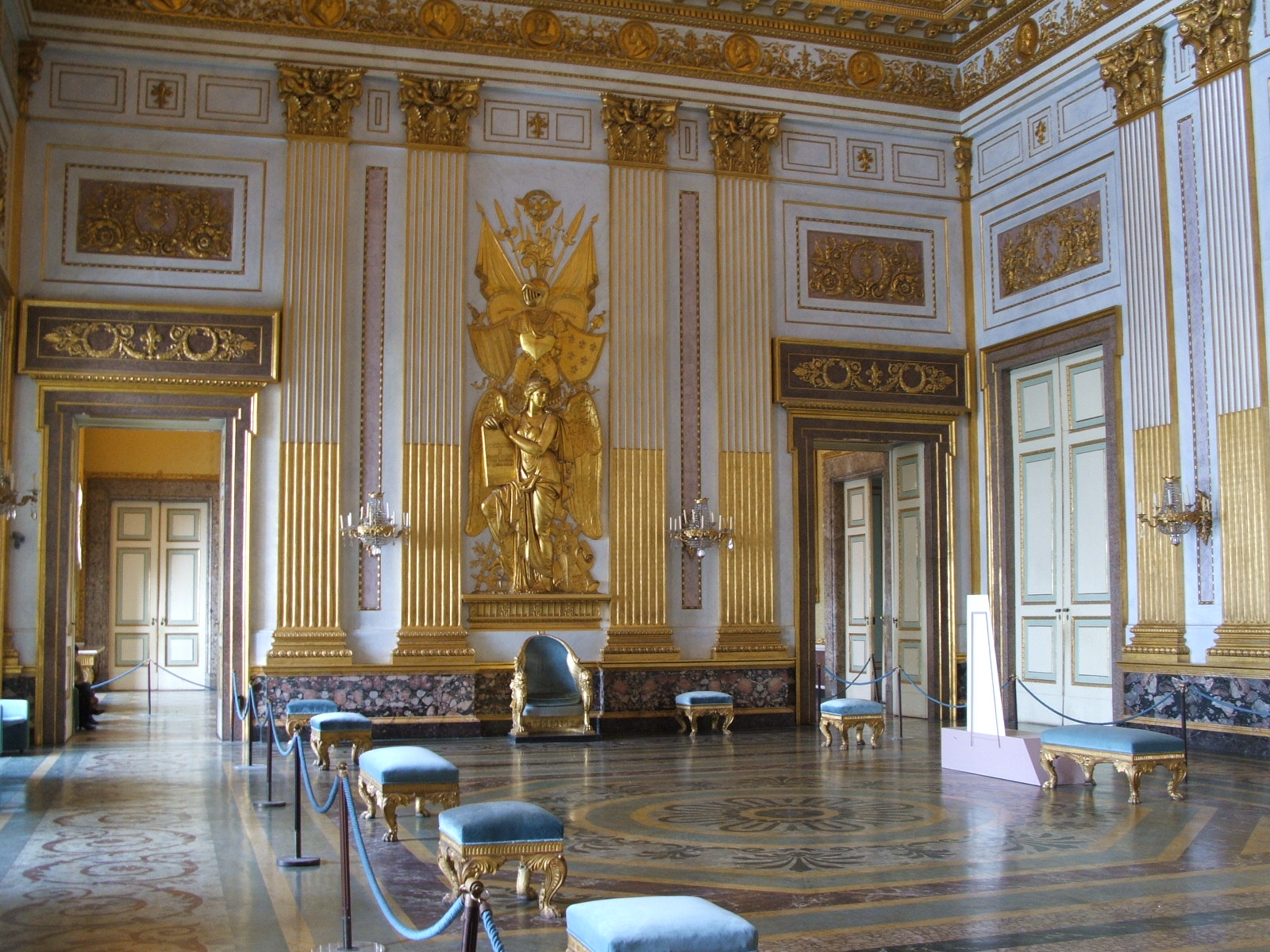
قاعة العرش في القصر

كَزِرتَة أو (نقحرة: كازيرتا) (بالإيطالية: Caserta) مدينة جنوب إيطاليا في إقليم كَمبانِية، عاصمة مقاطعة كزرتة، مركز زراعي وصناعي وتجاري مهم، الكثير من ضواحيها بنيت إبان الحكم الفاشي سكانها 79.488 نسمة.
تشتهر بقصرها Reggia di Caserta الملكي الذي كان مخصصا لملك نابولي وكان أكبر قصور أوروبا في القرن الثامن عشر.

## السكان
في سنة 1861 بلغ عدد السكان 28٬505 نسمة، وتطور العدد ليصل في سنة 2011 لـ 75٬640 نسمة.
يظهر هذا المخطط البياني تطور النمو السكاني لـ كزرتة

## توأمة
لكزرتة اتفاقيات توأمة مع كل من:
- بيتيشت
- عاليه

## أعلام
- جيكي
- كليمنتي روسو
- فرديناندو الثاني ملك الصقليتين
- ماريا أماليا من نابولي وصقلية
- بيت فير
- جيليو دوهيه
- أميرة ماريا أنطونيا من نابولي وصقلية
- ماريا أنونزياتا دي بوربون-الصقليتين

## معرض صور

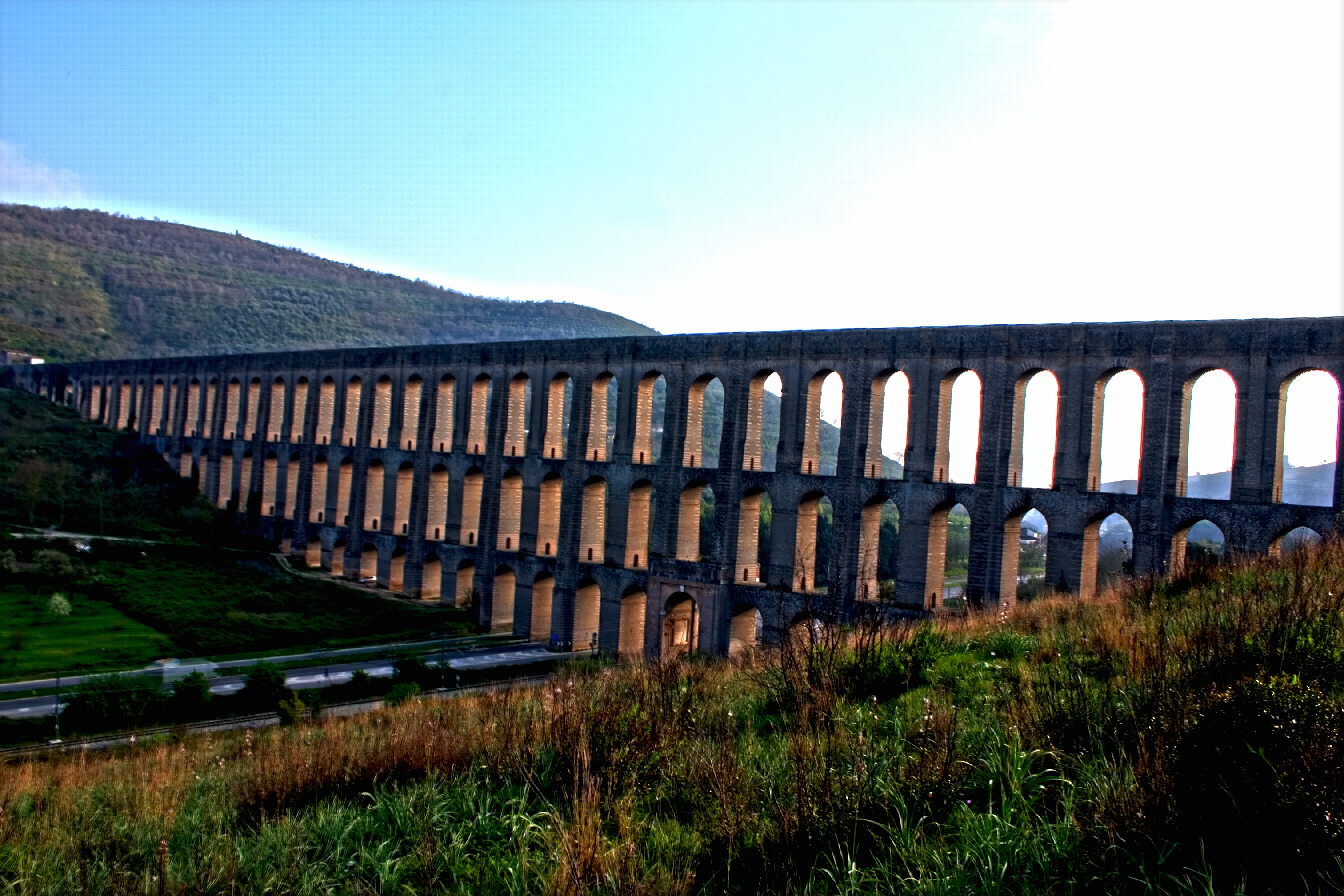
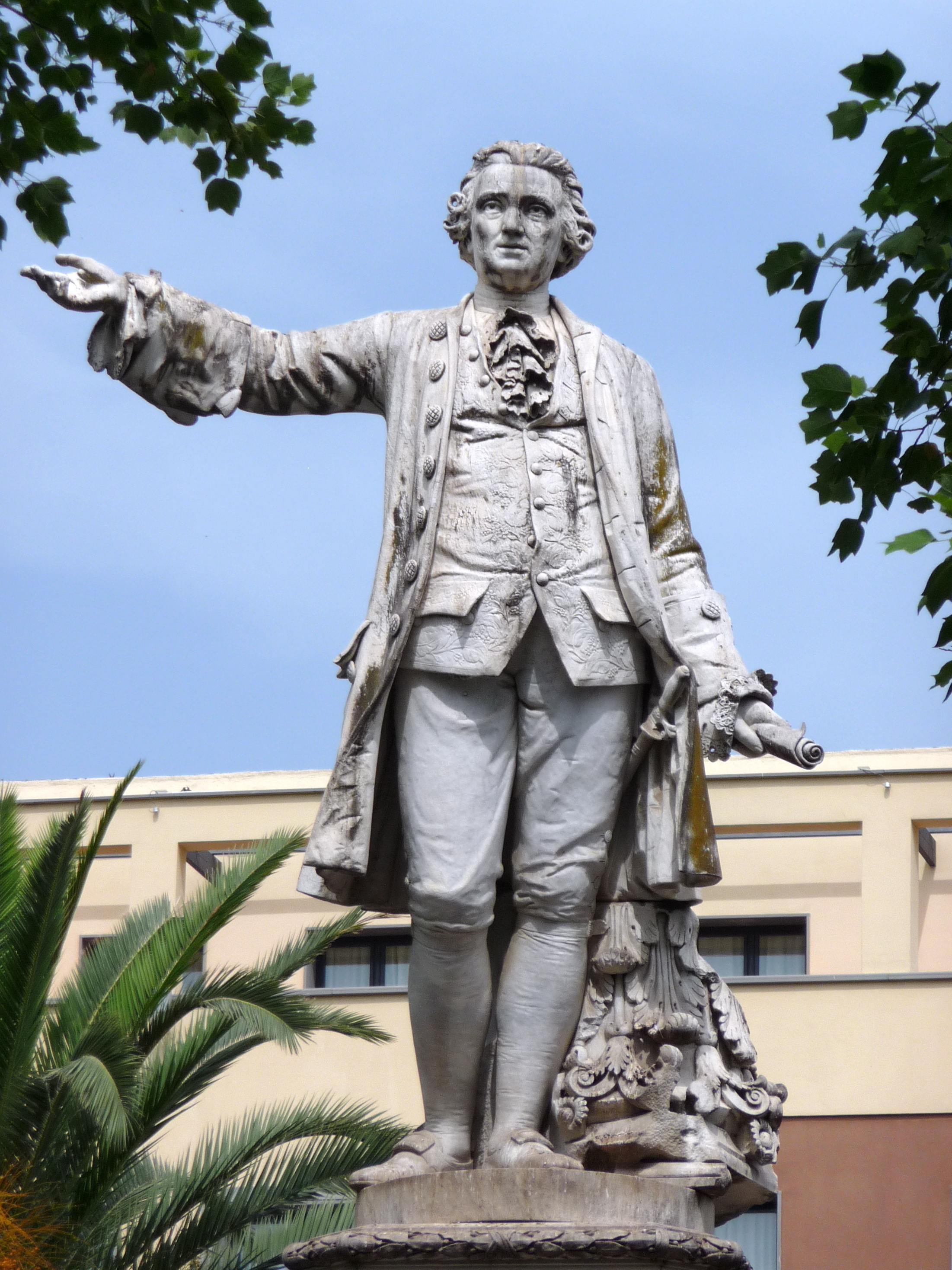
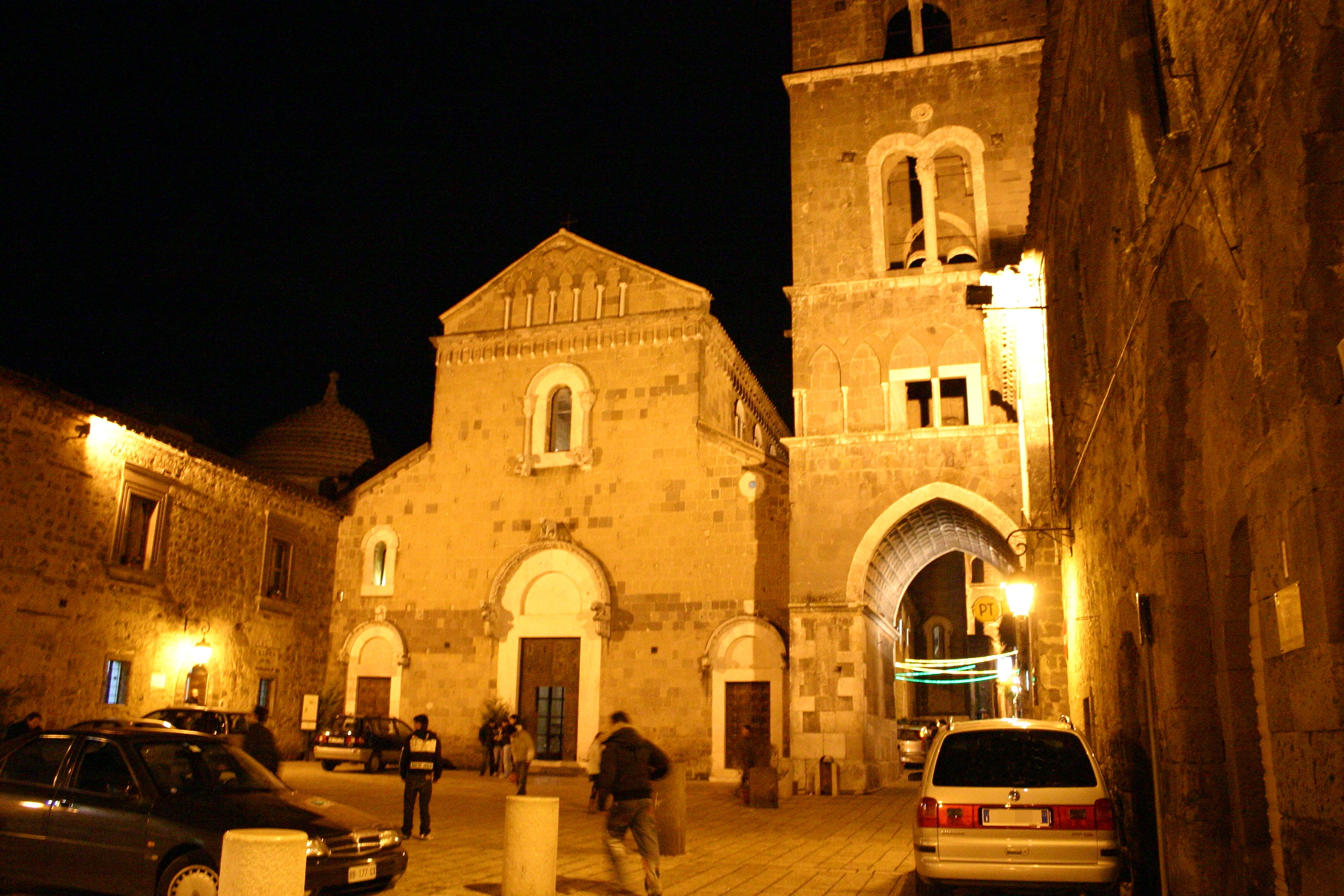